# João Nogueira
João Nogueira (Rio de Janeiro, 12 novembre 1941 — Rio de Janeiro, 5 juin 2000) est un chanteur et compositeur brésilien de samba.